# ТКБ-408
ТКБ-408 (від рос. Тульское Конструкторское Бюро) — радянський автомат, розроблений в 1946 конструктором Г. О. Коробовим в ЦКИБ СОО для участі в конкурсі на новий автомат для Радянської Армії. За результатами цього конкурсу ТКБ-408 показав незадовільні результати як по купчастості стрільби, так і по живучості, і вибув з конкурсу після настрілу всього 5000 пострілів. У результаті в цьому конкурсі переміг славетний 7,62-мм автомат Калашникова.
Поширена помилкова думка про те, що ТКБ-408 був першим автоматом, створеним за компонуванням буллпап. Насправді таке рішення використовувалося в дослідних зразках зброї ще в період Другої світової війни, наприклад, в автоматі Коровіна.

## Система
Автоматика ТКБ-408 побудована на основі відводу порохових газів з каналу ствола. Замикання ствола проводиться перекосом затвора. Газовий поршень і поворотна пружина знаходяться над стволом. Вікно гільзовибрасивателя розташоване праворуч, є пилезахисний кришка, що відкидається вниз. Рукоятка зведення затвора знаходиться над цівкою ліворуч. Ствольна коробка — штампована з листової сталі, приклад і цівку виконано з деревини. Ствол забезпечений компенсатором. УСМ дозволяє вести вогонь одиночними і безперервними чергами. Перекладач режимів розташований з лівого боку ствольної коробки над пістолетною рукояткою. Запобіжник знаходиться всередині скоби перед спусковим гачком. У автоматі застосовуються спеціальні секторні магазини на 30 патронів, які мають спеціальні виступи-зачепи, за допомогою яких магазини кріпляться до заскочки, розташованої в нижній частині пістолетного руків'я.